# Гарбология

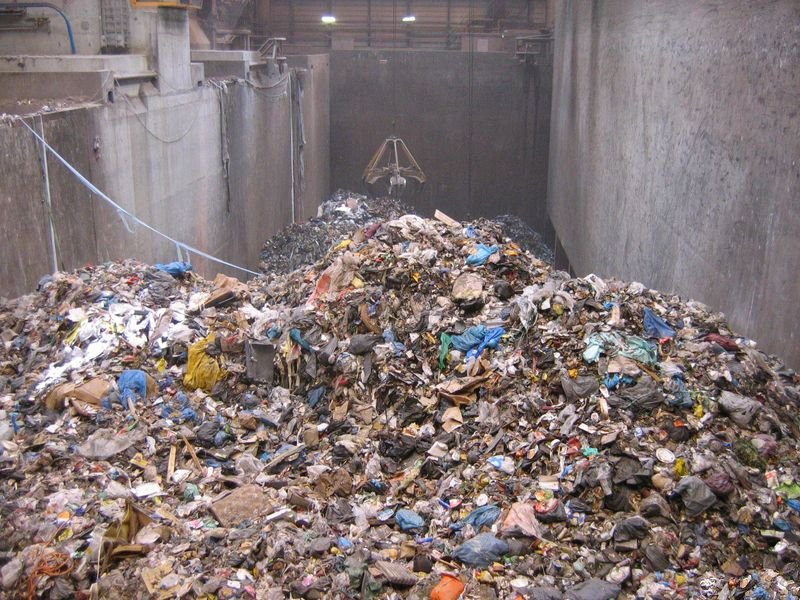
Мусороперерабатывающий завод в Вильнюсе, Литва

Гарболо́гия (от англ. garbage «мусор»), мусороведение, мусорология — отдельное направление экологии, занимается изучением отходов и методов их утилизации. Также гарбология является видом археологии, иначе говоря «мусорная археология», которая изучает мусорные отходы с целью изучения бытовой жизни людей. Понятие гарбологии как археологических раскопок в мусорных свалках ввёл в 1973 году археолог Уильям Ратжи. Хотя использование понятия в смысле «сбор мусора» (мусорщиками) зафиксировано в Оксфордском словаре в конце 1960-х.

## Интересные факты
Журнал «Popular Science» в 2007 году опубликовал рейтинг худших профессий в сфере науки, в котором гарбология заняла четвёртое место. Как сказано в преамбуле к рейтингу, «мы отдаем дань уважения тем мужчинам и женщинам, которые делают то, что никакая зарплата не может вознаградить».